# Магнет (Небраска)
Магнет (енгл. Magnet) град је у америчкој савезној држави Небраска.

## Демографија
По попису из 2010. године број становника је 57, што је 22 (-27,8%) становника мање него 2000. године.
| Група             | 2000.      | 2010.      |
| Белци             | 75 (94,9%) | 54 (94,7%) |
| Афроамериканци    | 0 (0,0%)   | 0 (0,0%)   |
| Азијати           | 0 (0,0%)   | 0 (0,0%)   |
| Хиспаноамериканци | 0 (0,0%)   | 0 (0,0%)   |
| Укупно            | 79         | 57         |